# Калинівська сільська рада (Єланецький район)
Кали́нівська сільська́ ра́да — колишній орган місцевого самоврядування в Єланецькому районі Миколаївської області. Адміністративний центр — село Калинівка.

## Загальні відомості
- Населення ради: 1 586 осіб (станом на 2001 рік)

## Населені пункти
Сільській раді були підпорядковані населені пункти:
- с. Калинівка
- с. Водяне
- с. Новоолександрівка
- с. Уральське

## Склад ради
Рада складалася з 16 депутатів та голови.
- Голова ради: Булах Володимир Миколайович
- Секретар ради: Резнікова Надія Степанівна

### Керівний склад попередніх скликань
| ПІБ                         | Основні відомості                                                                  | Дата обрання | Дата звільнення |
| --------------------------- | ---------------------------------------------------------------------------------- | ------------ | --------------- |
| Булах Володимир Миколайович | Сільський голова, 1961 року народження, освіта, член Соціалістичної партії України | 26.03.2006   | 31.10.2010      |
| Резнікова Надія Степанівна  | Секретар сільської ради, 1961 року народження, освіта вища, член Народної партії   | 26.03.2006   | 31.10.2010      |
| Резнікова Надія Степанівна  | Секретар сільської ради, 1961 року народження, освіта вища, член Народної партії   | 31.10.2010   |                 |

Примітка: таблиця складена за даними сайту Верховної Ради України